# 31 Ochotnicza Dywizja Grenadierów SS „Böhmen und Mähren”
31 Ochotnicza Dywizja Grenadierów SS „Böhmen und Mähren” – jednostka Waffen-SS powstała w październiku 1944 roku. Została sformowana z Volksdeutschów i Reichsdeutschów zamieszkujących głównie Węgry oraz z resztek 23 Dywizji Górskiej SS (2 chorwacka) Kama.

## Historia
W październiku 1944 roku jednostka liczyła ok. 11 000 ludzi. Niepełną jeszcze dywizję skierowano w grudniu 1944 roku na węgierski front. W lutym 1945 roku dywizja została przerzucona na Dolny Śląsk, gdzie walczyła w rejonach Lubania, Świdnicy, Strzegomia. Od początku kwietnia 1945 roku do końca wojny broniła frontu w rejonie Strzelina. Brała także udział w ostatniej próbie przebicia się do Wrocławia 6 maja 1945 r. w rejonie Sobótki. 7 maja 1945 r. dywizja wraz z całą 17 Armią zaczęła ucieczkę w kierunku wojsk amerykańskich stacjonujących w rejonie Pilzna w Czechach. Trasa wycofywania prowadziła przez Ząbkowice Śląskie, Kłodzko, Kudowę-Zdrój, Nową Rudę. Wkrótce została okrążona w rejonie Hradec Králové, gdzie poddała się powstańcom czeskim. Czesi wymordowali znaczą części żołnierzy (około 3000-4000).

## Dowódcy
- Brigadeführer Gustav Lombard (1 października 1944 - 8 maja 1945)

## Skład
- SS-Freiwilligen Grenadier Regiment 78 (pułk piechoty)
  - I SS-Freiwilligen Grenadier Battalion
  - II SS-Freiwilligen Grenadier Battalion
  - III SS-Freiwilligen Grenadier Battalion
- SS-Freiwilligen Grenadier Regiment 79 (pułk piechoty)
  - I SS-Freiwilligen Grenadier Battalion
  - II SS-Freiwilligen Grenadier Battalion
  - III SS-Freiwilligen Grenadier Battalion
- SS-Freiwilligen Grenadier Regiment 80 (pułk piechoty)
- SS-Artillerie Regiment 31 (pułk artylerii)
  - SS-Artillerie Battalion I
  - SS-Artillerie Battalion II
  - SS-Artillerie Battalion III
  - SS-Artillerie Battalion IV
- SS-Füsilier-Bataillon 31 (batalion fizylierów)
- SS-Nachrichten-Abteilung 31 (oddział zwiadu)
- SS-Nachschub-Truppen 31 (oddział zwiadu)
- SS-Panzer-Jäger-Abteilung 31 (oddział przeciwpancerny)
- SS-Pionier-Bataillon 31 (batalion saperów)
- SS-Kranken-Transport-Kompanie 31 (kompania transportu chorych)
- SS-Veterinär-Kompanie 31 (kompania weterynaryjna)
- Feldpostamt (poczta polowa)